# Бервін (Альберта)
Бервін (англ. Berwyn) — село в Канаді, у провінції Альберта, у складі муніципального району Піс № 135.

## Населення
За даними перепису 2016 року, село нараховувало 538 осіб, показавши зростання на 2,3%, порівняно з 2011-м роком. Середня густина населення становила 341,2 осіб/км².
З офіційних мов обидвома одночасно володіли 25 жителів, тільки англійською — 510. Усього 20 осіб вважали рідною мовою не одну з офіційних, з них 5 — українську.
Працездатне населення становило 285 осіб (65,5% усього населення), рівень безробіття — 12,3% (15,2% серед чоловіків та 0% серед жінок). 94,7% осіб були найманими працівниками, а 5,3% — самозайнятими.
Середній дохід на особу становив $44 431 (медіана $39 808), при цьому для чоловіків — $57 347, а для жінок $31 404 (медіани — $55 552 та $24 288 відповідно).
29,9% мешканців мали закінчену шкільну освіту, не мали закінченої шкільної освіти — 40,2%, 29,9% мали післяшкільну освіту, з яких 7,7% мали диплом бакалавра, або вищий.
| Статево-вікова структура населення | Статево-вікова структура населення | Статево-вікова структура населення | Статево-вікова структура населення | Статево-вікова структура населення |
| ---------------------------------- | ---------------------------------- | ---------------------------------- | ---------------------------------- | ---------------------------------- |
|                                    |                                    |                                    |                                    |                                    |
| Всього                             | Всього                             | 51,4%48,6%                         |                                    |                                    |
| 0 — 14 років                       | 0 — 14 років                       |                                    | 18,7%                              | 18,7%                              |
| 15 — 64 років                      | 15 — 64 років                      |                                    | 64,5%                              | 64,5%                              |
| 65 і більше                        | 65 і більше                        |                                    | 16,8%                              | 16,8%                              |
| Середній вік (років)               | Середній вік (років)               | 40,040,5                           | 40,2                               | 40,2                               |
| Медіана (років)                    | Медіана (років)                    | 41,342,0                           | 41,8                               | 41,8                               |
| — чоловіки — жінки                 |                                    |                                    |                                    |                                    |

| Походження мешканців:     | Походження мешканців:     | Походження мешканців: | Походження мешканців: | Походження мешканців: |
| ------------------------- | ------------------------- | --------------------- | --------------------- | --------------------- |
| Походження                |                           |                       | осіб                  | %                     |
| Корінні американці        | Корінні американці        |                       | 80                    | 14.87%                |
| Інше північноамериканське | Інше північноамериканське |                       | 165                   | 30.67%                |
| Європейське               | Європейське               |                       | 380                   | 70.63%                |
| британське                | британське                |                       | 235                   | 43.68%                |
| французьке                | французьке                |                       | 70                    | 13.01%                |
| українське                | українське                |                       | 65                    | 12.08%                |

| Зайнятість населення за галузями (за класифікацією NOC): | Зайнятість населення за галузями (за класифікацією NOC): | Зайнятість населення за галузями (за класифікацією NOC): | Зайнятість населення за галузями (за класифікацією NOC): | Зайнятість населення за галузями (за класифікацією NOC): |
| -------------------------------------------------------- | -------------------------------------------------------- | -------------------------------------------------------- | -------------------------------------------------------- | -------------------------------------------------------- |
|                                                          |                                                          |                                                          |                                                          |                                                          |
| Управління                                               | Управління                                               |                                                          | 5,3%                                                     | 5,3%                                                     |
| Бізнес, фінанси та адміністрування                       | Бізнес, фінанси та адміністрування                       |                                                          | 12,3%                                                    | 12,3%                                                    |
| Охорона здоров'я                                         | Охорона здоров'я                                         |                                                          | 7%                                                       | 7%                                                       |
| Освіта, правозахист, муніципальні та урядові служби      | Освіта, правозахист, муніципальні та урядові служби      |                                                          | 3,5%                                                     | 3,5%                                                     |
| Роздрібна торгівля та послуги                            | Роздрібна торгівля та послуги                            |                                                          | 19,3%                                                    | 19,3%                                                    |
| Гуртова торгівля, транспорт та обладнання                | Гуртова торгівля, транспорт та обладнання                |                                                          | 42,1%                                                    | 42,1%                                                    |
| Природні ресурси, сільське господарство                  | Природні ресурси, сільське господарство                  |                                                          | 3,5%                                                     | 3,5%                                                     |
| Виробництво                                              | Виробництво                                              |                                                          | 5,3%                                                     | 5,3%                                                     |

## Клімат
Середня річна температура становить 0,9°C, середня максимальна – 20,9°C, а середня мінімальна – -22,9°C. Середня річна кількість опадів – 439 мм.
| Клімат поселення                              | Клімат поселення | Клімат поселення | Клімат поселення | Клімат поселення | Клімат поселення | Клімат поселення | Клімат поселення | Клімат поселення | Клімат поселення | Клімат поселення | Клімат поселення | Клімат поселення | Клімат поселення |
| Показник                                      | Січ.             | Лют.             | Бер.             | Квіт.            | Трав.            | Черв.            | Лип.             | Серп.            | Вер.             | Жовт.            | Лист.            | Груд.            |                  |
| Середній максимум, °C                         | −10,14           | −6,55            | −0,89            | 9,53             | 15,96            | 20,22            | 20,93            | 19,82            | 14,66            | 8,68             | −2,6             | −8,78            |                  |
| Середня температура, °C                       | −16,52           | −12,94           | −7,29            | 3,15             | 9,56             | 13,82            | 15,70            | 14,59            | 9,45             | 3,48             | −7,82            | −14              |                  |
| Середній мінімум, °C                          | −22,92           | −19,34           | −13,7            | −3,24            | 3,16             | 7,42             | 10,48            | 9,36             | 4,22             | −1,75            | −13,03           | −19,24           |                  |
| Норма опадів, мм                              | 28               | 21               | 19               | 17               | 38               | 71               | 71               | 56               | 41               | 27               | 28               | 22               |                  |
| Середньомісячна швидкість вітру, м/с          | 3.90             | 3.86             | 3.80             | 4.00             | 4.00             | 3.80             | 3.30             | 3.30             | 3.78             | 4.20             | 3.80             | 4.00             |                  |
| Середньомісячна сонячна радіація, кДж/м²·день | 2436             | 5658             | 11169            | 16823            | 20149            | 21752            | 21251            | 17309            | 11266            | 6141             | 2835             | 1682             |                  |
| --------------------------------------------- | ---------------- | ---------------- | ---------------- | ---------------- | ---------------- | ---------------- | ---------------- | ---------------- | ---------------- | ---------------- | ---------------- | ---------------- | ---------------- |
| Джерело:                                      |                  |                  |                  |                  |                  |                  |                  |                  |                  |                  |                  |                  |                  |